# 東大家庭教師センター
東大家庭教師センター（とうだいかていきょうしセンター）とは、株式会社栄光が、同社の運営する学習塾栄光ゼミナールのブランドを冠して運営している家庭教師派遣事業。名前の通り、派遣される家庭教師は全員現役東大生である。2007年6月開設であり、名前に「東大」を冠した家庭教師派遣事業としては比較的後発にあたる。

## 特徴

### 学習塾による家庭教師事業
学習塾と同一経営主体が運営する東大生家庭教師派遣事業としては2008年5月現在唯一である。その他、家庭教師に対する研修の有無、指導開始後のサポート体制については他の東大生家庭教師派遣事業と概ね同様である。

### 一般教室の個別指導との比較
同じ「栄光ゼミナール」ブランドのもと各教室で提供される個別指導とは以下の点で異なる。
|            | 東大家庭教師センター                             | 一般教室                                            |
| ---------- | ------------------------------------------------ | --------------------------------------------------- |
| 教師の素性 | 明言(現役東大生)                                 | 社員か学生かも含め積極的な公開はしない              |
| 指導人数   | 1対1のみ                                         | 1対1または1対2                                      |
| 指導料金   | 学年・受験の有無・担当教師の経験等によって異なる | 指導人数が同じであれば同料金(4200円で1コマ追加可能) |
| 指導時間   | 1回2時間～,延長可(30分単位)                      | 1回80分(ビザビは70分),原則的に延長無し              |

## スタッフ
実際に生徒宅に訪問して指導を行う東大生家庭教師以外に、バックアップの運営スタッフ(栄光社員)が存在する(公式サイト参照)。「栄光ゼミナール」ブランドを冠してはいるが、家庭教師・運営スタッフともに一般教室とは独立している。一般教室の東大生講師に指導を受けている生徒がその講師を東大家庭教師センターの家庭教師として指名することは出来ない。また、一般教室の学生講師は雇用契約であり同業他社との掛け持ちが禁止されているが、当事業は人材派遣業であり、登録している学生は特に栄光専属というわけではない。